# Põlva
Põlva (em alemão: Pölwa) é um município urbano estoniano, que ocupa uma área de 5,5 km² no sudeste do país. Segundo estimativas para 2007 ele possui uma população de 6.515 habitantes. É a capital da região de Põlva e a sede do município rural de Põlva.

## Geografia
Põlva situa-se no curso inferior do rio Ora (ou Põlva jõgi), às margens de um lago artificial formado com as águas represadas desse rio em um dos vales do sudeste da Estônia. A cidade fica distante cerca de 25 km de Võru e 50 km de Tartu.
A população total estimada do condado de Põlva é de 31.387 habitantes, com 6.515 dessas pessoas morando na cidade de Põlva.

## História

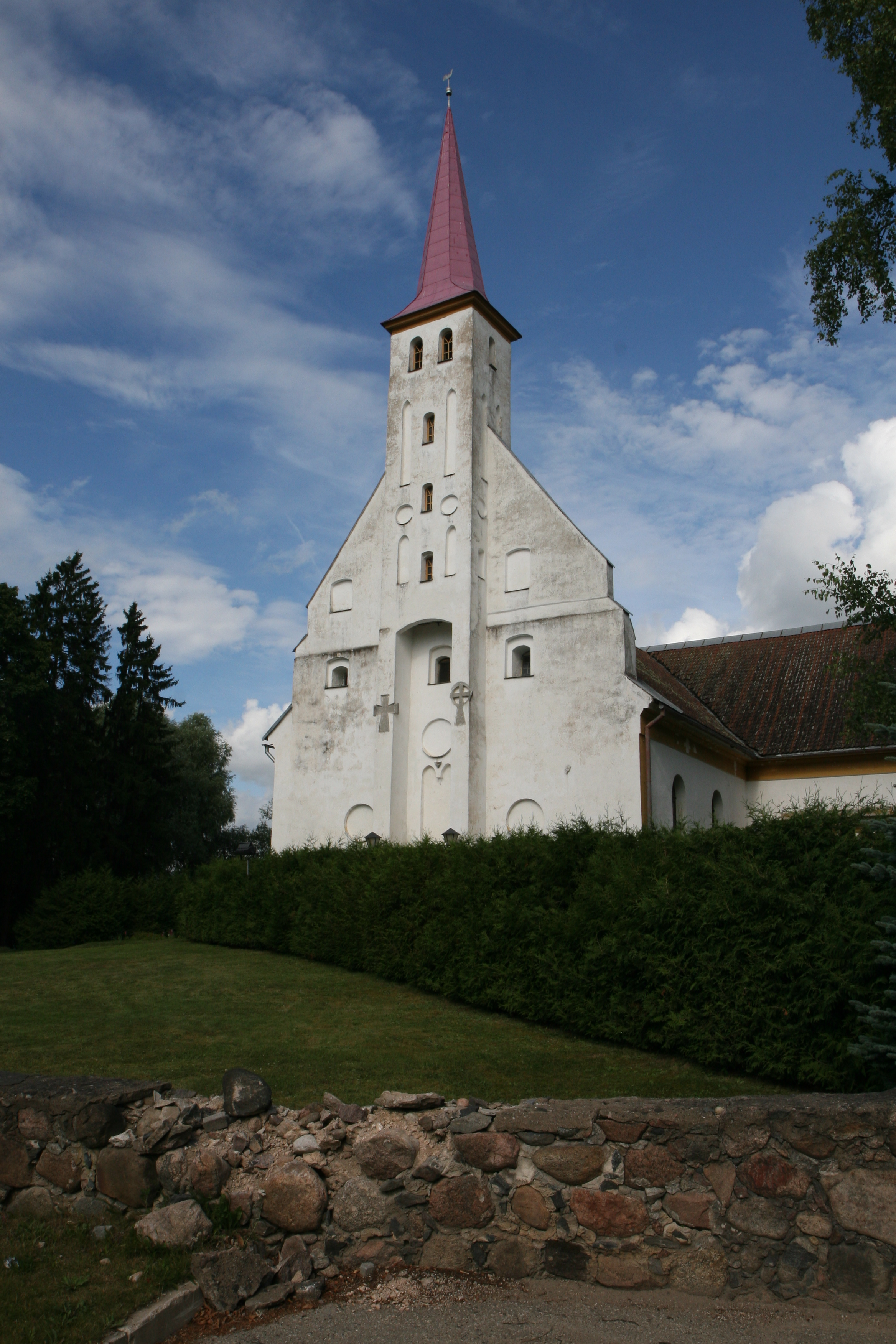
Põlva igreja

O município foi pela primeira vez mencionado no início do século XIII. Seu nome origina-se da palavra estoniana para joelho (põlv), apesar de ainda não estar claro o porquê da cidade ter recebido esse nome.
Põlva foi o caminho para uma das mais antigas rotas de comércio entre o norte e o sul da Livônia.
Por volta de 1240, logo após a cristianização da Estônia, os monges da ordem monástica católica de Cister construíram no local uma igreja, que foi consagrada à Virgem Maria. Em 1452 foi mencionado pela primeira vez o nome Põlva. A pequena paróquia pertencia então ao Bispado de Tartu.
No século XVI, como resultado da Guerra da Livônia, a paróquia de Põlva passou para o controle russo. Em 1582, assim como todo o sul da Estônia, Põlva passou para o domínio polonês e mais tarde pertenceu à Suécia. Pelo Tratado de Nystad de 1721, a Estônia e a Livônia foram anexadas pela Rússia.
Com a declaração de independência da Estônia em 1918, Põlva adquiriu importância regional e sua população teve grande crescimento. Em 1931 foi inaugurado o trecho da ferrovia passando por Põlva ligando Tartu a São Petersburgo. Com ela vieram também as indústrias, principalmente têxteis e de beneficiamento de tecidos.
Em 10 de agosto de 1993 Põlva adquiriu os direitos de cidade (linn). Sua cidade-irmã é a sueca Vårgårda, em Västergötland.

## Turismo
O ponto turístico de Põlva é a Igreja da Virgem Maria, a igreja-salão de três naves construída entre os séculos XIII e XIV. Ela foi totalmente reformada em 1645. A alta torre com seu telhado vermelho é de 1460. O primeiro sino da igreja foi fundido em Estocolmo, em 1648. Na igreja há uma placa em homenagem ao teólogo e folclorista estoniano Jakob Hurt (1755-1838).
O pastor de Põlva, de 1781 até 1819, foi o fundador do jornalismo estoniano, Gustav Adolph Oldekop (1755-1838). Também foi pastor em Põlva, de 1820 até 1874, Johann Georg Schwartz (1793-1874), um dos mais conhecidos pedagogos estonianos do século XIX.
No Parque Florestal Intsikurmu foram realizados entre 1855 e 1857 os primeiros festivais de música estoniana. Participaram deles mais de 3.500 pessoas.